# Chlorolepiota
Chlorolepiota is een geslacht van schimmels behorend tot de familie Agaricaceae. De typesoort is Chlorolepiota mahabaleshwarensis.

## Soorten
Volgens Index Fungorum telt het geslacht drie soorten (peildatum februari 2022):
| Soortnaam                        | Auteur(s)                       | Publicatiejaar |
| -------------------------------- | ------------------------------- | -------------- |
| Chlorolepiota brunneotincta      | Atri, B. Kumari & R.C. Upadhyay | 2014           |
| Chlorolepiota indica             | Atri & B. Kumari                | 2013           |
| Chlorolepiota mahabaleshwarensis | Sathe & S.D. Deshp.             | 1979           |